# Josephine Chaplin
Josephine Hannah Chaplin (Santa Monica, 28 marzo 1949 – Parigi, 13 luglio 2023) è stata un'attrice statunitense, figlia del regista Charlie Chaplin e della sua ultima moglie Oona O'Neill.

## Biografia
Apparve in numerosi film, tra cui Luci della ribalta (1952) e La contessa di Hong Kong (1967), entrambi diretti da suo padre, e I racconti di Canterbury (1972) di Pasolini.
È morta a Parigi il 13 luglio 2023, ma il decesso è stato reso noto soltanto alcuni giorni dopo.

## Vita privata
Fu sposata con l'attore Maurice Ronet dal 1977 al 1983, anno della morte di lui. La coppia ebbe un figlio, Julien Ronet, nato nel 1980.

## Filmografia parziale
- La contessa di Hong Kong (A Countess from Hong Kong), regia di Charlie Chaplin (1967)
- L'odore delle belve (L'Odeur des fauves), regia di Richard Balducci (1972)
- Escape to the Sun, regia di Menahem Golan (1972)
- I racconti di Canterbury, regia di Pier Paolo Pasolini (1972)
- Più matti di prima al servizio della regina (Les quatre Charlots mousquetaires), regia di André Hunebelle (1974)
- Cinque matti alla riscossa (Les Charlots en folie: À nous quatre Cardinal!), regia di André Hunebelle (1974)
- Notti rosse (Nuits rouges), regia di Georges Franju (1974)
- Il caso del dottor Gailland (Docteur Françoise Gailland), regia di Jean-Louis Bertuccelli (1976)
- Erotico profondo (Jack the Ripper), regia di Jesús Franco (1976)
- Il ragazzo della baia (The Bay Boy), regia di Daniel Petrie (1984)
- Una morte di troppo (Poulet au vinaigre), regia di Claude Chabrol (1985)